# 오르헤이

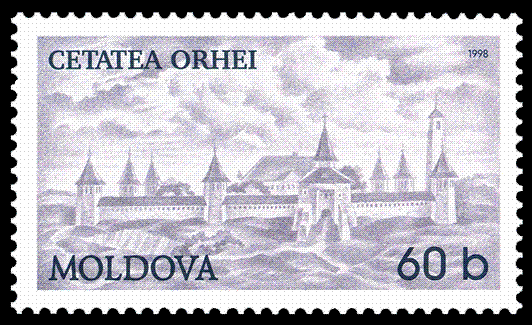
몰도바 우표에 그려져 있는 오르헤이

오르헤이(루마니아어: Orhei)는 몰도바의 도시로, 오르헤이 구의 행정 중심지이며 면적은 8.5km2, 인구는 33,500명(2012년 기준), 인구 밀도는 3,941.2명/km2이다. 수도 키시너우에서 북쪽으로 약 50km 정도 떨어진 곳에 위치한다.

## 인구
| 연도      | 인구   | ±%     |
| --------- | ------ | ------ |
| 1930      | 14,805 | —      |
| 1959      | 14,131 | −4.6%  |
| 1970      | 25,707 | +81.9% |
| 1979      | 30,260 | +17.7% |
| 1989      | 31,843 | +5.2%  |
| 2004      | 25,641 | −19.5% |
| 2012 est. | 33,500 | +30.7% |